# Шингу
Шингу (порт. Rio Xingu) је једна од највећих десних притока Амазона. Дужина јој је 1980 km. Улива се у Амазон у завршном делу његовог тока.
Река Шингу настаје у севрном делу висоравни Мату Гросу спајањем река Ронуро и Кулуене, где се ова друга често сматра делом реке Шингу. Подручје на коме извире ова река је у дивљини, пуно мочвара и језера. Одавде река тече на север кроз тропску савану бразилских држава Мату Гросу и Пара, до ушћа у доњи Амазон код града Порто де Моз. Близу ушћа река се претвара у велико језеро.
За ток реке Шингу карактеристични су брзаци и водопади. Количина воде у реци значајно варира у току године, од просечно 20.956 m³/s у марту, до 1.285 m³/s у септембру. Шингу је река чији водостај највише ваира од свих притока Амазона.
Уз реку постоји Национални парк Шингу површине 26.420 km², намењен заштити природе и домородачких племена.
Бразилска влада планира изградњу бране Бело Монте на реци Шингу. Ово би била трећа највећа брана за производњу хидроелектричне енергије на свету. Изградња бране би принудила 20.000 људи на селидбу, услед чега су они организовали протесте.